# シネマ・プロダクツ
シネマ・プロダクツ・コーポレーション（Cinema Products Corporation ）はアメリカ合衆国ロサンゼルスにかつて存在した映画用カメラメーカーである。

カメラマンだったギャレット・ブラウンが開発していた「ブラウン・スタビライザー」の権利を1974年に購入し、「ステディカム」と命名し改良を加えた。この権利は2000年にティッフェン（Tiffen ）に売却されている。

映画『バリー・リンドン』の撮影に際してスタンリー・キューブリックより相談を受け、カール・ツァイス製「プラナーF0.7」の改造を行なっている。

## カメラ製品一覧

### 16mm
フィルムマガジンはミッチェル・カメラ製を流用している。
- CP-16 - シングル8用カメラの代名詞であったオーリコン（Auricon ）を踏襲した設計がされている。電源は専用Ni-Cd12V。レフレックスファインダーや録音アンプは装備しない。アンジェニューのファインダー付きズームレンズを使用する。Cマウント。それまでのカメラと比較して非常に小型軽量であり、このカメラにより初めてカメラマン1人で同時録音ができるようになった。
- CP-16A - レフレックスファインダーは装備しない。録音アンプを装備する。
- CP-16R - ロータリーミラー式レフレックスファインダーを装備する。録音アンプは装備しない。レンズマウントはCPマウントになり、マウントアダプターを介してアリマウントのレンズも使用できる。
- CP-16RA - 2chのマイクロホンと1chのライン入力を装備し同時録音が可能。録音回路にはオートゲインコントロール回路が組み込まれている[1]。シングル8を主とするがクリスタルコントロールの定速モーターを使用しておりダブル8カメラとしても使用可能。
- CP-16R/DS
- ギズモ（GSMO ） - 超小型16mmカメラ。ナグラのテープレコーダーと同期できる。ギズモはGun Sight Man Operatedの頭文字。バッテリーはCPシリーズと共通。

### 35mm
- CP-35
- CP-35FX（1987年発売）